# Liste der denkmalgeschützten Objekte in St. Gilgen
Die Liste der denkmalgeschützten Objekte in Sankt Gilgen enthält die 32 denkmalgeschützten, unbeweglichen Objekte der Gemeinde Sankt Gilgen.

## Denkmäler
| Foto |                 | Denkmal                                                                                | Standort                                           | Beschreibung | Metadaten |
| ---- | --------------- | -------------------------------------------------------------------------------------- | -------------------------------------------------- | --- | --- |
| BW   | Datei hochladen | KZ Außenlager St. Gilgen, Villa Waldruhe/Haus Loritz HERIS-ID: 210323seit 2023         | Franzosenschanze 1 Standort KG: Gschwand           | | BDA-Hist.: Q119231416 Status: Bescheid Stand der BDA-Liste: 2025-06-30 Name: Gschwand - KZ Außenlager St. Gilgen, Villa Waldruhe/Haus Loritz GstNr.: 655, 656, 658 |
| ja   | Datei hochladen | Ehem. Forsthaus HERIS-ID: 16772 Objekt-ID: 13040                                       | Oberburgau 1 Standort KG: Oberburgau               | Ehemaliges Forsthaus am östlichen Ende des Mondsees vom Erzbischof von Salzburg Sigismund III. Christoph von Schrattenbach, laut Bezeichnung von 1759 bis 1761 erbaut. Zweigeschoßiger Bau mit Pilastergliederung im Putz, Schopfwalmdach, Wappen des Erzbischofs. Stuckdecke im Gebäudeinneren. | BDA-Hist.: Q37830333 Status: Bescheid Stand der BDA-Liste: 2025-06-30 Name: Ehem. Forsthaus GstNr.: 43                                                             |
| BW   | Datei hochladen | Mausoleum Polacsec/Hofmann HERIS-ID: 206639seit 2022                                   | Oberburgau 17, in der Nähe Standort KG: Oberburgau | | BDA-Hist.: Q112948599 Status: Bescheid Stand der BDA-Liste: 2025-06-30 Name: Mausoleum Polacsec/Hofmann GstNr.: 57/2                                               |
| ja   | Datei hochladen | Feuchtbodensiedlung Scharfling HERIS-ID: 16117 Objekt-ID: 12372                        | Oberburgau Standort KG: Oberburgau                 | Anmerkung: Koordinaten in der Mitte der drei Grundstücke | BDA-Hist.: Q37807976 Status: Bescheid Stand der BDA-Liste: 2025-06-30 Name: Feuchtbodensiedlung Scharfling GstNr.: 142/3, 131/7, 131/6, 127/2                      |
| ja   | Datei hochladen | Villenanlage Frauenstein samt Nebengebäuden HERIS-ID: 16729 Objekt-ID: 12997           | Ried 1 Standort KG: Ried                           | Villa Frauenstein, von 1862 bis 1864 nach einem Entwurf des Bauherrn Ludwig Zeller erbaut. Mit Glashaus, Schilfhütte, Almhütte, Bienenhaus, Hühnerhaus, Gärtnerhaus und drei Springbrunnen konzipiert. 1889 wurde unter Karl Heiser eine Kapelle erbaut. | BDA-Hist.: Q37827704 Status: Bescheid Stand der BDA-Liste: 2025-06-30 Name: Villenanlage Frauenstein samt Nebengebäuden GstNr.: 11/2                               |
| ja   | Datei hochladen | Villenanlage, Ferienhort HERIS-ID: 16730 Objekt-ID: 12998                              | Ried 37 Standort KG: Ried                          | Der beherrschend am Ufer stehende Ferienhort wurde 1910/1911 nach den Plänen des Architekten Franz Schönthaler der Jüngere (1860–1923) erbaut. | BDA-Hist.: Q1406315 Status: Bescheid Stand der BDA-Liste: 2025-06-30 Name: Villenanlage, Ferienhort GstNr.: 5/2 Ferienhort am Wolfgangsee                          |
| BW   | Datei hochladen | Villa Suchy HERIS-ID: 208625seit 2023                                                  | Ried 51 Standort KG: Ried                          | | BDA-Hist.: Q119231417 Status: Bescheid Stand der BDA-Liste: 2025-06-30 Name: Villa Suchy GstNr.: 99/3                                                              |
| ja   | Datei hochladen | Kapelle beim Försterhof HERIS-ID: 16770 Objekt-ID: 13038                               | bei Ried 193 Standort KG: Ried                     | | BDA-Hist.: Q37830322 Status: § 2a Stand der BDA-Liste: 2025-06-30 Name: Kapelle beim Försterhof GstNr.: 197/28                                                     |
| ja   | Datei hochladen | Wallfahrtskirche Unsere liebe Frau und hl. Wolfgang HERIS-ID: 16731 Objekt-ID: 12999   | Standort KG: Ried                                  | Das Wallfahrtskirchlein aus dem 17. Jahrhundert um eine Höhle in der Falkensteinwand mit einer Durchschlupfstelle ist Unserer Lieben Frau und dem hl. Wolfgang geweiht und ist der Hauptpunkt einer Gruppe von Gedenkkapellen zum hl. Wolfgang an einem Pilgerweg von Sankt Gilgen nach St. Wolfgang im Salzkammergut. | BDA-Hist.: Q1394317 Status: § 2a Stand der BDA-Liste: 2025-06-30 Name: Wallfahrtskirche Unsere liebe Frau und hl. Wolfgang GstNr.: .23 Falkensteinkirche           |
| ja   | Datei hochladen | Quellkapelle HERIS-ID: 16733 Objekt-ID: 13001                                          | Standort KG: Ried                                  | Die Quell- bzw. Brunnkapelle steht am Aufstieg zum Falkensteinkirchlein. Der Legende nach an der Stelle einer von Wolfgang hervorgerufenen Quelle. Urkundlich 1669 erbaut, 1724 erneuert. Quadratischer Barockbau unter einem Pyramidendach mit Schindeldeckung. Mit Rotmarmorplattenboden und Quellbecken im bergseitigen Felssockel. Ölbild Quellwunder des hl. Wolfgang vom Maler Wolfgang Spieß aus dem 2. Viertel des 18. Jahrhunderts. | BDA-Hist.: Q37827988 Status: § 2a Stand der BDA-Liste: 2025-06-30 Name: Quellkapelle GstNr.: .61 Quellkapelle Ried, St. Gilgen                                     |
| ja   | Datei hochladen | Schlafkapelle HERIS-ID: 16734 Objekt-ID: 13002                                         | Standort KG: Ried                                  | Schlafkapelle, an die Falkensteinwand angefügter barocker Rechteckbau aus dem 17. Jahrhundert mit Schindelwalmdach und Kreuzgratgewölbe, mit Legendenbild mit sieben Szenen aus dem Leben des Wolfgang in jetziger Form aus der 1. Hälfte des 19. Jahrhunderts. | BDA-Hist.: Q37828014 Status: § 2a Stand der BDA-Liste: 2025-06-30 Name: Schlafkapelle GstNr.: .59 Schlafkapelle Ried, St. Gilgen                                   |
| ja   | Datei hochladen | Volksschule HERIS-ID: 24318 Objekt-ID: 20704                                           | Aberseestraße 11 Standort KG: St. Gilgen           | Das Kulturhaus Sankt Gilgen ist eine im 18. Jahrhundert errichtete Volksschule, welche 1965 als Schule aus der Nutzung genommen wurde. Das Gebäude wurde in Teilabschnitten saniert, wobei der Charakter des alten Bauwerkes erhalten wurde. Heutige Nutzung als Museum für Musikinstrumente, Musikschule, Museum Zinkenbacher Malerkolonie, Archiv der Gemeinde.                                                                            | BDA-Hist.: Q16832652 Status: § 2a Stand der BDA-Liste: 2025-06-30 Name: Volksschule GstNr.: 770/3                                                                  |
| ja   | Datei hochladen | Ziegelofen- oder Jaklhäusl, Joklhäusl HERIS-ID: 62507 Objekt-ID: 75063                 | Brunnwinkl 1 Standort KG: St. Gilgen               | | BDA-Hist.: Q38100109 Status: Bescheid Stand der BDA-Liste: 2025-06-30 Name: Ziegelofen- oder Jaklhäusl, Joklhäusl GstNr.: 265/2                                    |
| ja   | Datei hochladen | Bauernhaus Fischerhaus HERIS-ID: 62508 Objekt-ID: 75064                                | Brunnwinkl 2 Standort KG: St. Gilgen               | | BDA-Hist.: Q38100121 Status: Bescheid Stand der BDA-Liste: 2025-06-30 Name: Bauernhaus Fischerhaus GstNr.: 265/1                                                   |
| ja   | Datei hochladen | Seehaus (ehem. Sägemühle), Müllerstöckl und Eselstall HERIS-ID: 62509 Objekt-ID: 75065 | Brunnwinkl 3 Standort KG: St. Gilgen               | | BDA-Hist.: Q38100131 Status: Bescheid Stand der BDA-Liste: 2025-06-30 Name: Seehaus (ehem. Sägemühle), Müllerstöckl und Eselstall GstNr.: 263/1                    |
| ja   | Datei hochladen | Brunnwinkl-Mühle HERIS-ID: 16744 Objekt-ID: 13012                                      | Brunnwinkl 4 Standort KG: St. Gilgen               | | BDA-Hist.: Q37828366 Status: Bescheid Stand der BDA-Liste: 2025-06-30 Name: Brunnwinkl-Mühle GstNr.: 269/3                                                         |
| ja   | Datei hochladen | Liebl- oder Schusterhäusl HERIS-ID: 62510 Objekt-ID: 75066                             | Brunnwinkl 5 Standort KG: St. Gilgen               | | BDA-Hist.: Q38100140 Status: Bescheid Stand der BDA-Liste: 2025-06-30 Name: Liebl- oder Schusterhäusl GstNr.: 258                                                  |
| ja   | Datei hochladen | Ehem. Bezirksgericht St. Gilgen, Mozarthaus HERIS-ID: 16717 Objekt-ID: 12985           | Ischlerstraße 15 Standort KG: St. Gilgen           | Das Gebäude war bis zu dessen Auflösung 2003 Sitz des Pflege- und späteren Bezirksgerichts St. Gilgen. Es wurde vor 1720 errichtet und ist der Geburtsort von Mozarts Mutter. | BDA-Hist.: Q1648992 Status: Bescheid Stand der BDA-Liste: 2025-06-30 Name: Ehem. Bezirksgericht St. Gilgen, Mozarthaus GstNr.: 394/1 Mozarthaus St. Gilgen         |
| BW   | Datei hochladen | Villa Skrein HERIS-ID: 206636seit 2025                                                 | Ischlerstraße 38 Standort KG: St. Gilgen           | | BDA-Hist.: Q135195809 Status: Bescheid Stand der BDA-Liste: 2025-06-30 Name: Villa Skrein GstNr.: 792/4                                                            |
| ja   | Datei hochladen | Kath. Pfarrkirche hl. Ägydius HERIS-ID: 16118 Objekt-ID: 12373                         | Kirchenplatz Standort KG: St. Gilgen               | Die Kirche hat ein spätbarockes Kirchenschiff und einen gotischen Turm im Westen, welcher barock erhöht wurde. Die Kirche ist von einem ummauerten Friedhof umgeben. Südlich der Kirche liegt der Friedhof. | BDA-Hist.: Q16855669 Status: § 2a Stand der BDA-Liste: 2025-06-30 Name: Kath. Pfarrkirche hl. Ägydius GstNr.: 906/22 Pfarrkirche hl. Ägydius, Sankt Gilgen         |
| ja   | Datei hochladen | Friedhof christlich HERIS-ID: 16714 Objekt-ID: 12982                                   | bei Kirchenplatz 1a Standort KG: St. Gilgen        | Der alte Teil des Friedhofs ist von einer Mauer umgeben, an die die 1776 erbaute Kapelle anschließt. Die Erweiterung mit Laubengängen samt eingefügten Gruftkapellen in barockisierenden Formen entstand in den Jahren 19222 bis 1927. Der Friedhof befindet sich südlich der Pfarrkirche. | BDA-Hist.: Q29731017 Status: § 2a Stand der BDA-Liste: 2025-06-30 Name: Friedhof christlich GstNr.: 906/22, 763/1, 763/2 Friedhof Sankt Gilgen                     |
| BW   | Datei hochladen | Villa Kiener HERIS-ID: 16726seit 2025                                                  | Luegerstraße 24 Standort KG: St. Gilgen            | | BDA-Hist.: Q135183763 Status: Bescheid Stand der BDA-Liste: 2025-06-30 Name: Villa Kiener GstNr.: 825/2                                                            |
| BW   | Datei hochladen | Villa Gamskar HERIS-ID: 16727seit 2025                                                 | Luegerstraße 26 Standort KG: St. Gilgen            | | BDA-Hist.: Q135183762 Status: Bescheid Stand der BDA-Liste: 2025-06-30 Name: Villa Gamskar GstNr.: 825/3                                                           |
| BW   | Datei hochladen | Villa Nebrich HERIS-ID: 16728seit 2025                                                 | Luegerstraße 28 Standort KG: St. Gilgen            | | BDA-Hist.: Q135183764 Status: Bescheid Stand der BDA-Liste: 2025-06-30 Name: Villa Nebrich GstNr.: 825/4                                                           |
| ja   | Datei hochladen | Obere König-Villa HERIS-ID: 245991seit 2024                                            | Mondseestraße 45 Standort KG: St. Gilgen           | | BDA-Hist.: Q126122379 Status: Bescheid Stand der BDA-Liste: 2025-06-30 Name: Obere König-Villa GstNr.: 294/1                                                       |
| ja   | Datei hochladen | Rathaus HERIS-ID: 16716 Objekt-ID: 12984                                               | Mozartplatz 1 Standort KG: St. Gilgen              | Das mächtige zweigeschoßige Rathaus mit einem Erkerholzvorbau steht in der Mitte des Mozartplatzes und wurde 1914/15 erbaut. | BDA-Hist.: Q37827004 Status: § 2a Stand der BDA-Liste: 2025-06-30 Name: Rathaus GstNr.: 906/21 Town hall, Sankt Gilgen                                             |
| ja   | Datei hochladen | Mozartbrunnen HERIS-ID: 16723 Objekt-ID: 12991                                         | bei Mozartplatz 1 Standort KG: St. Gilgen          | Der Brunnen stammt von Carl Wollek aus dem Jahre 1926. Die Statue zeigt den jungen, Geige spielenden Mozart. | BDA-Hist.: Q37827373 Status: § 2a Stand der BDA-Liste: 2025-06-30 Name: Mozartbrunnen GstNr.: 906/1 Mozartbrunnen (Sankt Gilgen)                                   |
| ja   | Datei hochladen | Gasthof Post HERIS-ID: 16721 Objekt-ID: 12989                                          | Mozartplatz 8 Standort KG: St. Gilgen              | Der stattliche dreigeschoßige Bau schließt den Platz nach Westen hin ab. Die zwei unteren Geschoße stammen noch aus der 2. Hälfte des 16. Jahrhunderts. Das hohe gemalte Friesband ist mit 1618 bezeichnet und wurde seither wiederholt restauriert. Die Aufstockung mit den Holzbalkonen und dem Satteldach erfolgte 1875. | BDA-Hist.: Q37827214 Status: Bescheid Stand der BDA-Liste: 2025-06-30 Name: Gasthof Post GstNr.: 906/23 Gasthof zur Post (Sankt Gilgen)                            |
| ja   | Datei hochladen | Pfarrhof HERIS-ID: 16718 Objekt-ID: 12986                                              | Pfarrgasse 2 Standort KG: St. Gilgen               | | BDA-Hist.: Q37827115 Status: § 2a Stand der BDA-Liste: 2025-06-30 Name: Pfarrhof GstNr.: 435                                                                       |
| ja   | Datei hochladen | Kuranstalt/Sanatorium, Heimatmuseum HERIS-ID: 16778 Objekt-ID: 13046                   | Pichlerplatz 6 Standort KG: St. Gilgen             | Das Heimatmuseum ist ein Seitenflurhaus mit Holzblockbau im Obergeschoß aus dem 17. Jahrhundert. | BDA-Hist.: Q16831775 Status: § 2a Stand der BDA-Liste: 2025-06-30 Name: Kuranstalt/Sanatorium, Heimatmuseum GstNr.: 410                                            |
| ja   | Datei hochladen | Kriegerdenkmal HERIS-ID: 16715 Objekt-ID: 12983                                        | Standort KG: St. Gilgen                            | Das Kriegerdenkmal wurde straßenseitig an den Friedhof angefügt. Es ist ein Werk von Heinrich Zita, die Enthüllung fand am 31. August 1924 statt. | BDA-Hist.: Q37826925 Status: § 2a Stand der BDA-Liste: 2025-06-30 Name: Kriegerdenkmal GstNr.: 763/1                                                               |
| ja   | Datei hochladen | Villa/Landhaus, Berghof HERIS-ID: 16742 Objekt-ID: 13010                               | Unterburgau 9 Standort KG: Unterburgau             | Der Berghof besteht aus einem bäuerlichen Altbau sowie zwei späthistoristischen Villen. Er steht im Ortsteil Unterburgau erhöht über dem Ufer des Attersees. | BDA-Hist.: Q37828289 Status: Bescheid Stand der BDA-Liste: 2025-06-30 Name: Villa/Landhaus, Berghof GstNr.: 25                                                     |
| ja   | Datei hochladen | Ferrarikapelle HERIS-ID: 16745 Objekt-ID: 13013                                        | Standort KG: Unterburgau                           | Die Ferrarikapelle wurde aufgrund eines Gelübdes errichtet. Ein Adeliger war vor rund 120 Jahren bei einer Wanderung zwischen Schwarzensee und Attersee in ein heftiges Unwetter geraten und hatte als Dank für seine Rettung die Kapelle erbauen lassen. | BDA-Hist.: Q29508420 Status: § 2a Stand der BDA-Liste: 2025-06-30 Name: Ferrarikapelle GstNr.: 57/4                                                                |
| ja   | Datei hochladen | Schlossanlage Hüttenstein HERIS-ID: 16768 Objekt-ID: 13036seit 2014                    | Hüttenstein 1 Standort KG: Winkl                   | Das Schloss steht im Ortsteil Winkl südlich des Krotensees. Der Mauerkern stammt noch vom alten Bau aus der 2. Hälfte des 16. Jahrhunderts. 1843 wurde das Schloss, das sich davor in ruinösem Zustand befand, in neugotischem Stil wieder aufgebaut und erhielt zusätzlich vier achteckige Ecktürmchen. | BDA-Hist.: Q1485137 Status: Bescheid Stand der BDA-Liste: 2025-06-30 Name: Schlossanlage Hüttenstein GstNr.: 103 Schloss Hüttenstein                               |
| ja   | Datei hochladen | Bildstock Ochsenkreuz HERIS-ID: 16738 Objekt-ID: 13006                                 | Standort KG: Winkl                                 | Der Bildstock stammt aus dem Jahre 1579 bzw. 1669. Der Sage nach ließ ein Bauer den Bildstock aus Freude und Dankbarkeit errichten, weil er seinen in den Abersee gestürzten Ochsen retten konnte. | BDA-Hist.: Q37828114 Status: § 2a Stand der BDA-Liste: 2025-06-30 Name: Bildstock Ochsenkreuz GstNr.: 157/1 Ochsenkreuz                                            |
| ja   | Datei hochladen | Kreuzkapelle, Schächerkapelle HERIS-ID: 16732 Objekt-ID: 13000                         | Standort KG: Winkl                                 | Schächerkapelle am nördlichen Anstieg von Fürberg zur Falkensteinkirche, Halbrundbau aus 1751 mit mächtiger Rundbogenarkade. Schnitzkruzifix im Stil des 18. Jahrhunderts. | BDA-Hist.: Q37827931 Status: § 2a Stand der BDA-Liste: 2025-06-30 Name: Kreuzkapelle, Schächerkapelle GstNr.: 175/1                                                |